# Giovanni Venturi
Giovanni Maria Venturi (Pergola, 19 maggio 1922 – Roma, 6 ottobre 2015) è stato un politico italiano.

## Biografia
Esponente marchigiano della Democrazia Cristiana, fu eletto senatore per la prima volta nel 1963, subentrando negli ultimi giorni della legislatura come primo dei non eletti al defunto Amor Tartufoli, riuscendo a confermare il proprio seggio a Palazzo Madama per un totale di sette legislature: eccettuata un'interruzione dal 1976 al 1979, rimase in carica fino al 1994, allo scioglimento della DC. 
Fece parte, come sottosegretario al Ministero dell'Agricoltura delle Foreste, del Governo Rumor III, del Governo Colombo e del Governo Andreotti I.
Muore a 93 anni nell'ottobre 2015.